# Leone Leoni

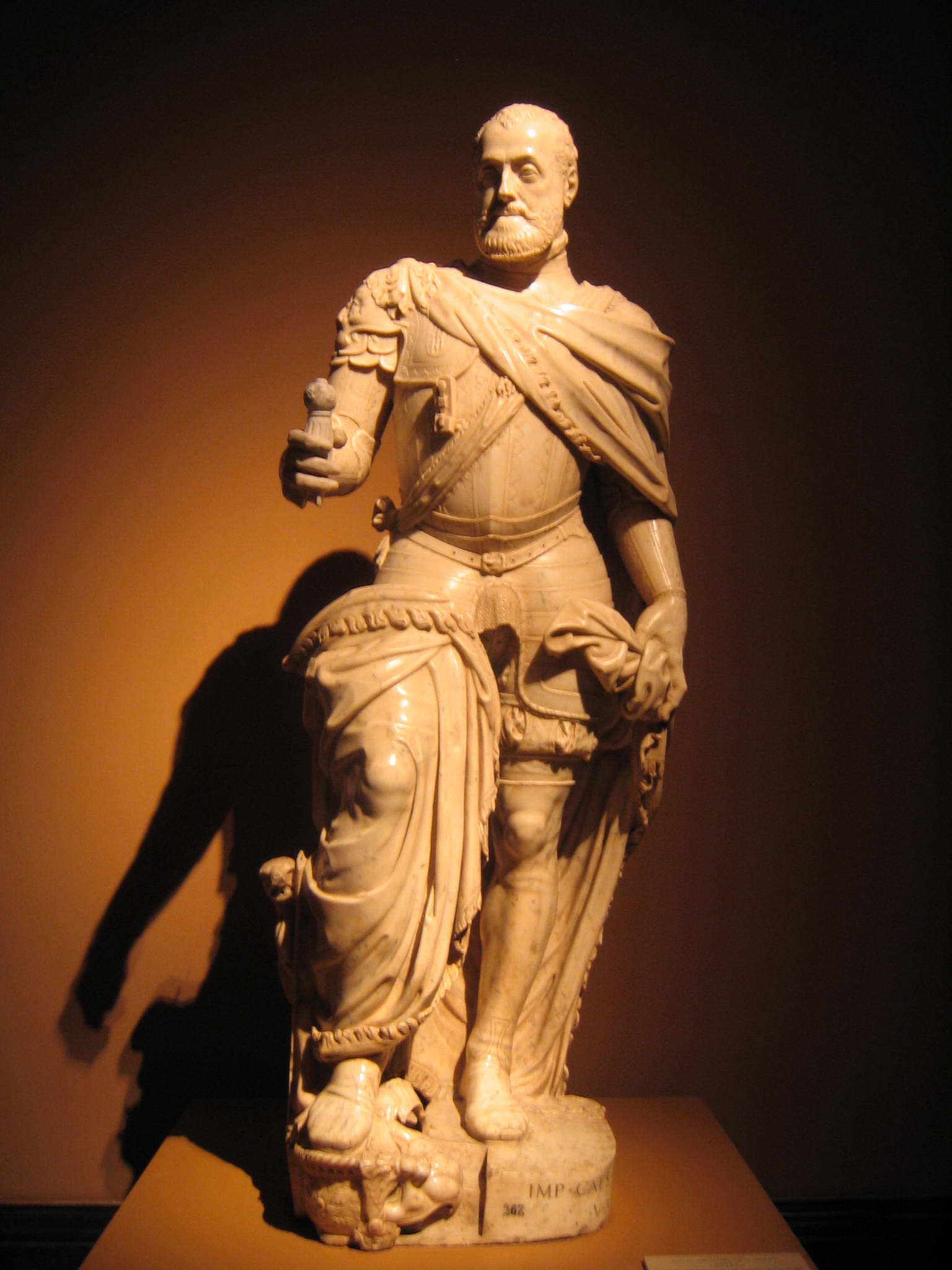
Retrato de Carlos V, Museu do Prado.

Leone Leoni (Arezzo ou Menaggio, 1509 – ?, 22 de julho de 1590) foi um escultor italiano de larga fama.
Trabalhou para várias cortes européias especializando-se no gênero do retrato, além de ser conhecido como o melhor medalhista de sua época. Em 1533 sua presença é registrada em Veneza, onde se tornou um protegido de Pietro Aretino, que o apresentou a Ticiano e seu círculo. Conseguindo um cargo na casa da moeda papal, foi acusado de falsificação por Pellegrino di Leuti, e foi condenado a ter sua mão direita decepada. Por intercessão de amigos, a sentença foi comutada para a escravidão nas galés. Mas novamente foi ajudado e depois de um ano recebeu a liberdade. Como agradecimento a Andrea Doria, esculpiu três placas e seis medalhas em sua homenagem.
Depois foi a Milão, onde trabalhou como diretor da casa da moeda local, em condições muito favoráveis, protegido do governador imperial e recebendo alto salário e uma mansão. Ali recebia Vasari e outros eruditos, e sua casa era repleta de cópias de esculturas da antiguidade. Carlos V o convidou a Bruxelas, onde realizou seu primeiro retrato do natural, com a imagem do imperador. O imperador o instalou num apartamento abaixo do seu próprio no palácio e era assíduo visitante em seu atelier, e acabou por nobilitá-lo em 1549. Desde então sua reputação cresceu e criou muitos outros retratos para a casa de Habsburgo, para o alto clero e para várias igrejas em diversos países.